# Ỿ
Cette page contient des caractères spéciaux ou non latins. S’ils s’affichent mal (▯, ?, etc.), consultez la page d’aide Unicode.
Ỿ (minuscule ỿ), appelé y bouclé, est une lettre additionnelle utilisée dans une grammaire galloise de 1592 par Siôn Dafydd Rhys (en) et une grammaire galloise de 1913 par John Morris Jones, A Welsh Grammar , Historical and Comparative, pour représenter une voyelle moyenne centrale.

## Utilisation

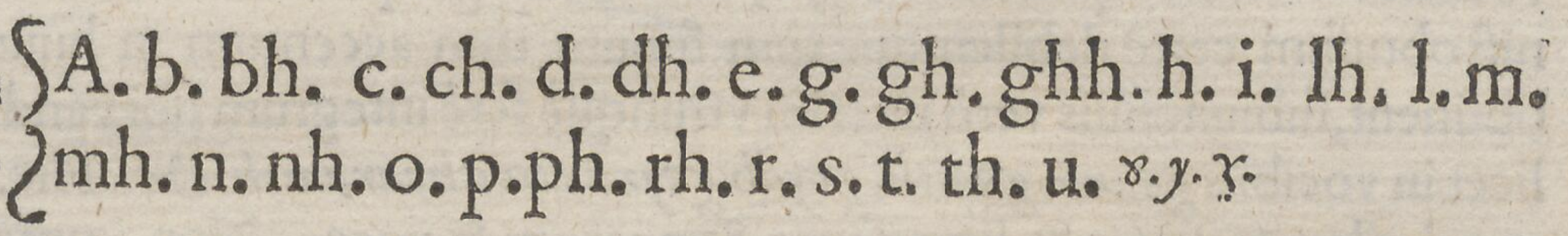
Alphabet de Siôn Dafydd Rhys en 1592.
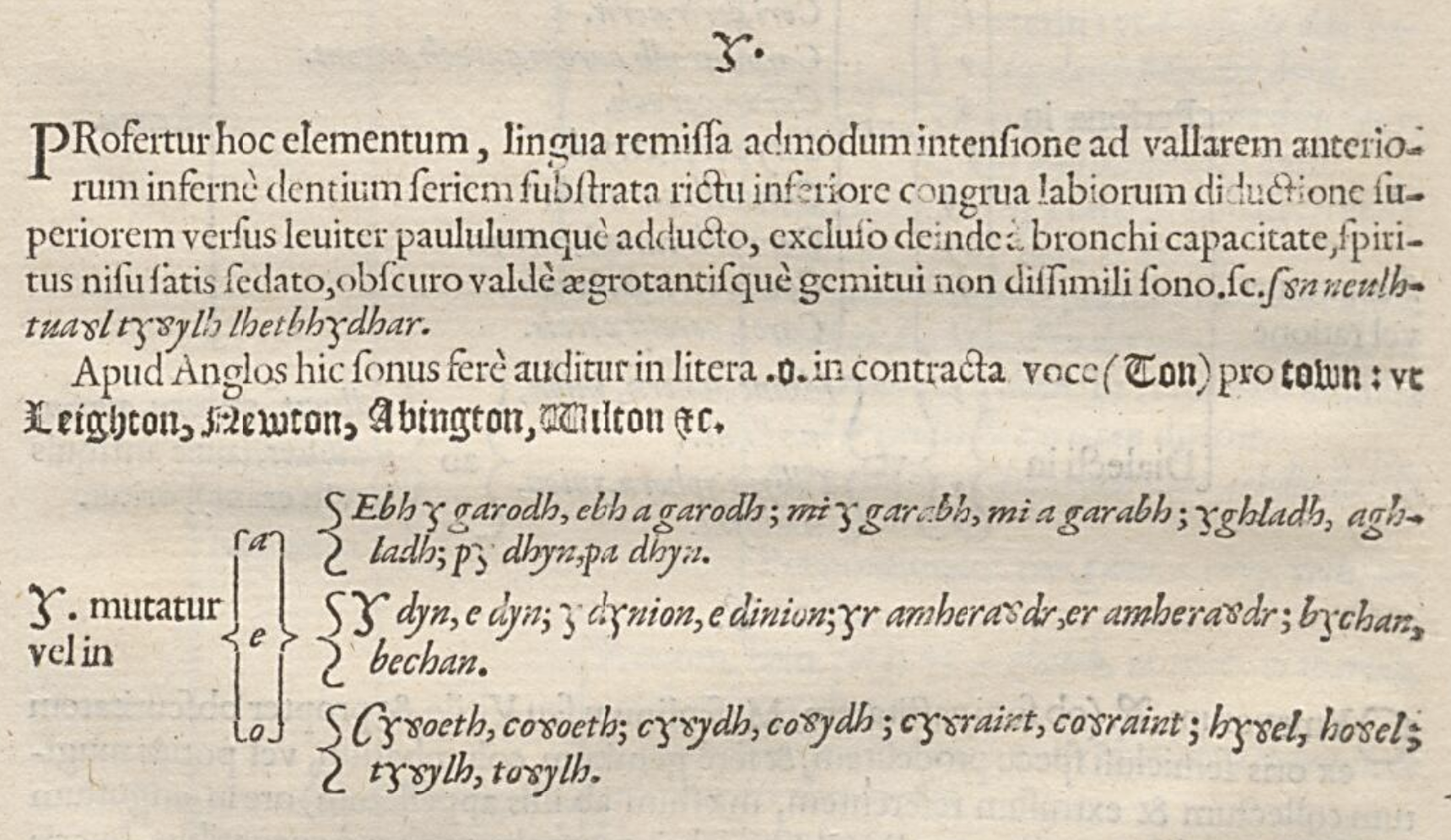
Description de la lettre galloise ỿ dans Cambrobrytannicae Cymraecaeve linguae institutiones et rudimenta, 1592.

Siôn Dafydd Rhys (en) utilise la lettre ỿ dans son alphabet gallois dans Cambrobrytannicae Cymraecaeve linguae institutiones et rudimenta publié en 1592, celui-ci y a la forme d’un y à crochet.

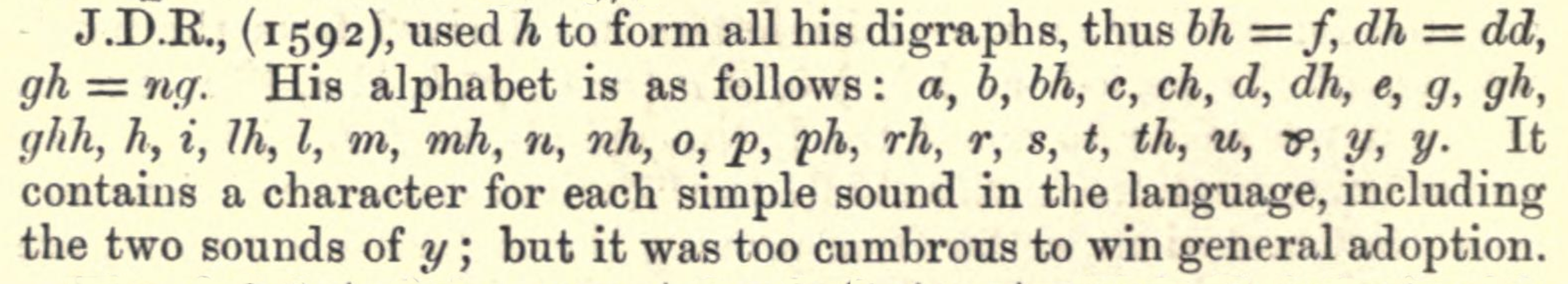
Alphabet de Siôn Dafydd Rhys dans Jones 1913
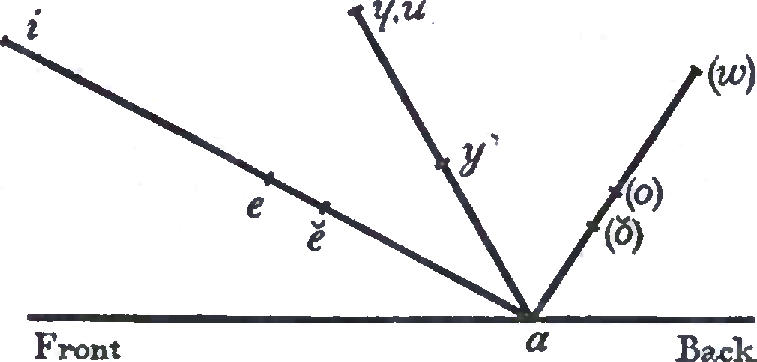
Tableau des voyelles de Jones 1913.

Dans sa grammaire galloise, John Morris Jones utilise le y bouclé ‹ ỿ › pour représenter le son obscur de la lettre y en gallois (voyelle moyenne centrale /ə/), en contraste avec le son clair de la lettre y représentée dans cette grammaire par ‹ ɥ › (voyelle fermée centrale non arrondie /ɨ/).
En 1922, N. W. Thomas utilise un y queue croisée dans la transcription de l’édo pour représenter une consonne fricative vélaire voisée [ɣ].

## Représentation informatique
Le y bouclé peut être représenté avec les caractères Unicode (Latin étendu additionnel) suivants :
| formes    | représentations | chaînes de caractères | points de code | descriptions                     |
| --------- | --------------- | --------------------- | -------------- | -------------------------------- |
| capitale  | Ỿ               | Ỿ                     | U+1EFE         | lettre majuscule latine y bouclé |
| minuscule | ỿ               | ỿ                     | U+1EFF         | lettre minuscule latine y bouclé |